# Trzy salwy
Trzy salwy – tom poetycki polskiej poezji proletariackiej wydany w 1925, zawierający utwory poetów, takich jak Władysław Broniewski, Stanisław Ryszard Stande, i Witold Wandurski.
Tom określony był jako „biuletyn poetycki”. Okładkę zaprojektował Mieczysław Szczuka. Wiersze tomu pisane są w większości regularnymi miarami wersyfikacyjnymi. Przesłanie ideowe utworów ma charakter proletariacko-rewolucyjny. Wiersze poruszają tematy, jak antymilitaryzm (nawiązania do I wojny światowej), bieda i położenie robotników, internacjonalizm proletariacki, prześladowania policyjne.